# Gynanisa minettii
Gynanisa minettii is een vlinder uit de familie nachtpauwogen (Saturniidae). De wetenschappelijke naam van de soort is voor het eerst geldig gepubliceerd in 2003 door Philippe Darge.